# Ernest Buchta
Ernest Buchta (ur. 24 września 1897 w Dąbrowie, zm. 27 września 1944 w Oflagu VI B Dössel) – major dyplomowany piechoty Wojska Polskiego, kawaler Orderu Virtuti Militari.

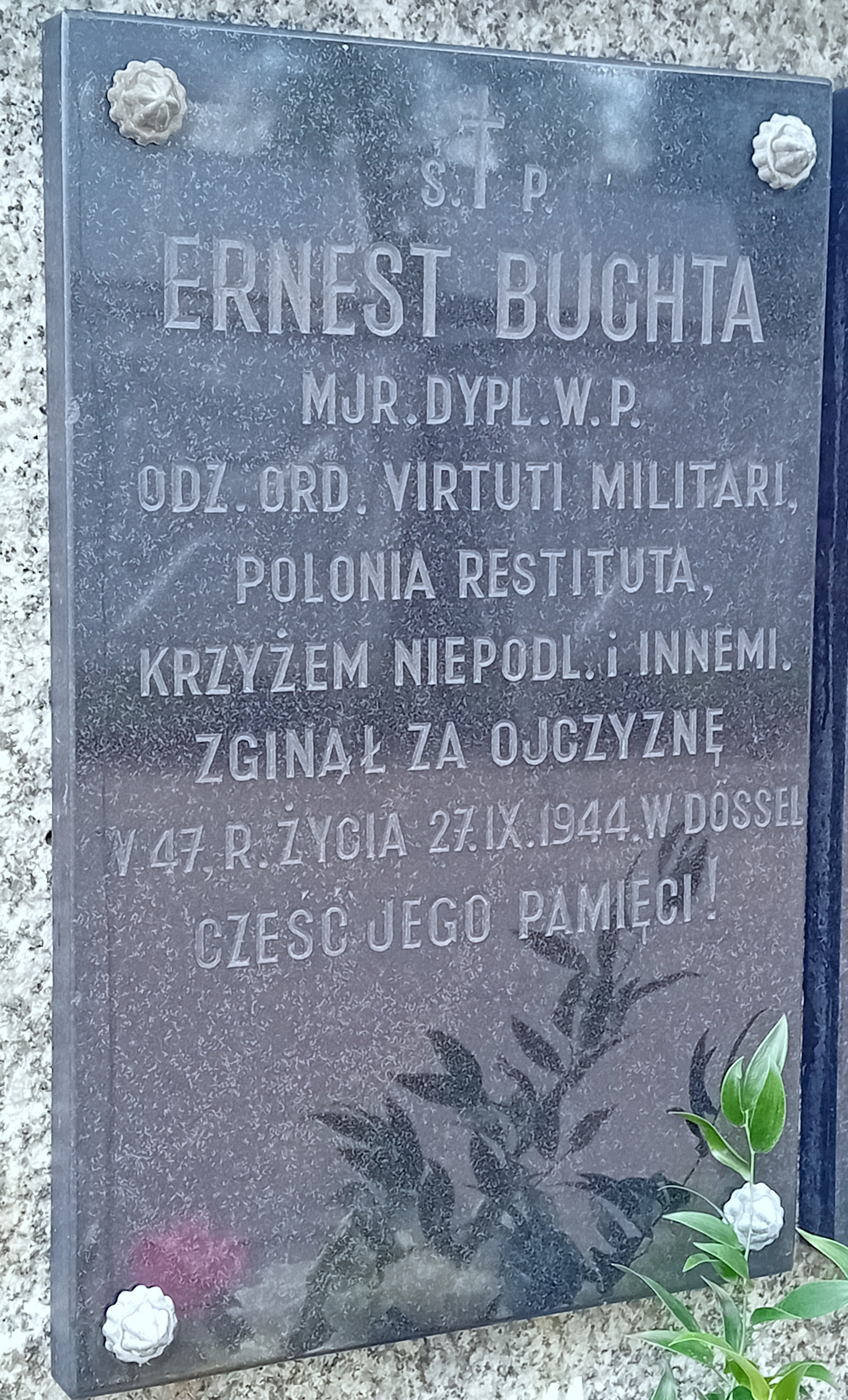
Symboliczna tabliczka na cmentarzu w Krośnie

## Życiorys
Urodził się 24 września 1897 roku w Dąbrowie, pow. frysztackim, na Śląsku Cieszyńskim w ewangelickiej rodzinie Jana i Joanny z Tomanków. W 1909 roku rozpoczął naukę w ośmioklasowym Realnym Gimnazjum w Orłowej, w trakcie której, wiosną 1912 roku wstąpił do organizacji skautowej, a w kwietniu 1913 roku do drużyny strzeleckiej. Po wybuchu I wojny światowej od 6 sierpnia do 5 października 1914 roku ochotniczo służył w tzw. Śląskim Batalionie Legionów Polskich, na stanowisku podoficera instrukcyjnego. 1 sierpnia 1916 roku został powołany do służby w armii austro-węgierskiej z przydziałem do Kadry Zapasowej 20. Pułku Piechoty. Od 1 października do 9 grudnia 1916 roku przebywał w c.k. Oficerskiej Szkole Rezerwy w Opawie. W 1917 roku kontynuował w trybie indywidualnym naukę oraz zdał egzamin dojrzałości w Realnym Gimnazjum w Orłowej. Następnie z własnym pułkiem walczył na frontach austriacko-rosyjskim na Bukowinie, później austriacko-włoskim. 19 sierpnia 1917 roku dostał się do niewoli włoskiej, w której przebywał do maja 1918. Od czerwca do 23 grudnia 1917 roku służył w Polskim Oddziale Wywiadowczym (dowodzonym przez por. Stefana Kluczyńskiego) przy sztabie włoskiej 4. Armii.  1 grudnia 1918 roku w stopniu sierżanta wstąpił do Wojska Polskiego. Od 23 grudnia 1918 do 17 lutego 1919 roku był instruktorem i brał udział w formowaniu we Włoszech 4. Pułku Strzelców Polskich im. Francesco Nullo. Od 22 lutego 1919 roku w stopniu podporucznika przydzielony do 8. Pułku Strzelców Polskich im. Francesco Nullo w składzie nowo formowanej 3. Dywizji Strzelców Polskich Armii Polskiej we Francji. Ernest Buchta od 23 sierpnia do listopada 1919 roku ze swoim pułkiem (od 1 września 1919 roku nazwany 50. Pułkiem Piechoty Strzelców Kresowych) uczestniczył w walkach polsko-ukraińskich na froncie galicyjskim i wołyńskim.
3 maja 1922 roku został zweryfikowany w stopniu porucznika ze starszeństwem z dniem 1 czerwca 1919 roku i 2032. lokatą w korpusie oficerów piechoty, a jego oddziałem macierzystym był 42 pułk piechoty.
Z dniem 4 stycznia 1932 roku został powołany do Wyższej Szkoły Wojennej w Warszawie, w charakterze słuchacza dwuletniego kursu 1931/1933. Z dniem 1 października 1933 roku, po ukończeniu kursu i otrzymaniu tytułu naukowego oficera dyplomowanego, został przeniesiony do Dowództwa Okręgu Korpusu Nr IV w Łodzi. 7 czerwca 1934 roku został przeniesiony do dowództwa 10 Dywizji Piechoty w Łodzi, w którym zastąpił kapitana Antoniego Barana na stanowisku oficera sztabu. 27 czerwca 1935 roku został mianowany majorem ze starszeństwem z dniem 1 stycznia 1935 roku i 56. lokatą w korpusie oficerów piechoty. Od 22 października 1935 do 7 grudnia 1938 roku pełnił służbę na stanowisku szefa sztabu 10 DP. Następnie został przeniesiony do 58 pułku piechoty w Poznaniu w celu odbycia stażu liniowego.
W kampanii wrześniowej 1939 roku walczył na stanowisku szefa Oddziału IV Sztabu Armii „Modlin”. Wzięty do niewoli, pięć lat spędził w niemieckich obozach jenieckich. Początkowo trafił do Stalagu IX A Ziegenhain (nr jeniecki 876), następnie kolejno do: Oflagu IX B Weilburg, Oflagu XI A Osterode, Oflagu X C Lübeck i Oflagu VI B Dössel (nr jeniecki 876/IX A), gdzie pomagał w przygotowywaniu ucieczek. Zginął 27 września 1944 roku, gdy w nocy bombowce brytyjskie, mając za cel stację kolejową w Nörde, omyłkowo zrzuciły jedną bombę na obóz, zabijając 90 oficerów. Pochowany na cmentarzu w Dössel (płyta A7). Grób symboliczny został ustanowiony na Cmentarzu komunalnym w Krośnie (sektor B2-A-5).
Był żonaty z Michaliną z domu Sąsiadek (1897-1987), z którą miał córkę Barbarę Antoninę (1924-1934), Krzysztofa (1935-1996) i Romana (1940-2021).

## Ordery i odznaczenia
- Krzyż Srebrny Orderu Wojskowego Virtuti Militari nr 5662 (27 września 1922)[14][15]
- Krzyż Kawalerski Orderu Odrodzenia Polski (11 listopada 1937)[16]
- Medal Niepodległości (16 marca 1937)[17]
- Srebrny Krzyż Zasługi (19 marca 1931)[18]